# 笑福亭松翁
笑福亭 松翁（しょうふくてい しょおう、1869年 - 1942年8月20日）は、落語家。本名：森村米吉。享年74。

## 経歴
1869年生まれ。生家は大阪で大名への金貸しをしていたが、幼くして父と死別。10歳の時に紙屋へ丁稚奉公に出る。その後、花簪屋、鉄屋、下駄屋、線香屋などの職を転々とするが、いずれも長続きせず。1885年、知人の世話で歌舞伎役者の坂東あづまの男衆となり、後に澤村百之助の門下へ移る。その後、芸界を離れ花簪屋を営むが、20歳の頃に素人落語に加わり秀丸、花米を名乗り、1886年、3代目笑福亭松鶴に入門し、三代松を名乗り半玄人の活動を始める、半玄人時代にはほかにも判子屋、鼈甲屋、小間物屋、貸座敷なども転々。翌年に3代目松竹と改名し本格的に活動を始める。3代目松鶴がよく可愛がり差し向かいでしっかり稽古を付けた。
その後、再び芸界を離れ、薬の行商、宿屋などをしていたが、また落語界に復帰し、1895年に日清戦争の勝利にちなみ萬歳を名乗る。やがて師・3代目松鶴が講談に転じたため、1899年に2代目桂文枝の預かり弟子となり、両師の名から一字ずつもらった桂枝鶴を名乗る。1904年12月に浮世亭萬歳と改名、翌年2月に3代目松鶴の三友派復帰に伴い行動を共にし、初代笑福亭枝鶴を名乗る。その後、1907年11月に4代目松鶴を襲名。
1912年に初代桂枝雀らと共に寿々女会を設立するも長続きせず、三友派に復帰。7代目桂文治の引退に伴い、三友派の頭取となるも、1922年には吉本興業に吸収合併される。1925年、弟子の2代目枝鶴に松鶴の名を譲り、自らは松翁と名乗った。
芸はこの時代では珍しく素噺一本で正統派で達者で嫌気がなく自然に湧き出すおかし味であった。しかし高座を降りるとプライドも高く他派との衝突が絶え間なく本人も諸派をころころ変わっている。
十八番は『天王寺参り』『次の御曜日』『餅搗』など。SPレコードは枝鶴時代の明治末から松翁になった大正末までに多く残している。

## 門下
- 笑福亭千鶴
- 笑福亭鶴蔵
- 2代目笑福亭仁鶴
- 初代笑福亭鶴光
- 2代目笑福亭枝鶴
- 2代目笑福亭萬歳
- 笑福亭鶴枝
- 笑福亭児鶴
- 笑福亭鶴二
- 笑福亭里鶴
- 初代笑福亭鶴瓶
- 笑福亭鶴丸
- 笑福亭小枝鶴
- 3代目笑福亭光鶴

## その後の「松翁」
松翁没後に笑福亭一門でこの名跡を名乗った者はいない。6代目笑福亭松鶴の晩年に、実子の5代目笑福亭枝鶴に7代目松鶴を、6代目松鶴には2代目松翁をそれぞれ襲名させる計画を松竹芸能が立てていたが、6代目松鶴が病没したため実現しなかった。